# ژاکسیلیک اوشکمپیروف
ژاکسیلیک اوشکمپیروف (قزاقی: Жақсылық Әмірәліұлы Үшкемпіров؛ زادهٔ ۶ مه ۱۹۵۱ - درگذشته ۲ اوت ۲۰۲۰ ) کشتی‌گیر فرنگی اهل اتحاد جماهیر شوروی سوسیالیستی بود.
وی در مسابقات کشوری و بین‌المللی در مجموع برندهٔ ۲ مدال طلا، ۱ مدال نقره شد.